# Vicky Ludovisi
Vittoria Ludovisi, cunoscută drept Vicky Ludovisi, (n. 19 noiembrie 1943, Roma, Regatul Italiei) este o actriță italiană.